# 약수초등학교 (강원)
약수초등학교는 대한민국 강원도 평창군에 있었던 공립 초등학교이다.

## 학교 연혁
- 1973년 11월 5일: 개교
- 2016년 2월 29일: 폐교[1]

## 참고 자료
- 약수초등학교 - 한국교육학술정보원 학교알리미